# Чайковский, Дмитрий Иванович
Дмитрий Иванович Чайковский (22 августа 1828 — 4 января 1889) — русский контр-адмирал.

## Биография
Родился 22 августа 1828 года,  вступил в службу в 1842 г. гардемарином в Черноморский флот, а в 1847 г. произведён в мичманы и переведён в Балтийский флот, но оставался в нём только до 1851 г., когда снова переведён на Черное море.  
В 1853 году, в чине лейтенанта, состоя на корабле "Великий Князь Константин", Чайковский участвовал в Синопском сражении и за отличие получил орден св. Владимира 4-й ст. с бантом, а в 1854—1855 гг. на том же корабле находился на Севастопольском рейде.  
1 января 1862 года произведен в капитан-лейтенанты. В 1863—1864 гг. он участвовал в военных действиях против кавказских горцев, за что получил орден св. Станислава 2-й ст. с мечами, и в перевозке десанта кавказской армии. 8 ноября 1864 года «за труды, оказанные при перевозке десанта Кавказской армии и высадке на мыс Адлер» награжден орденом Св. Анны II степени с пожалованием в 1868 году короны к нему. 1 января 1870 года произведен в капитаны 2-го ранга. В 1872—1874 годах командовал корветом "Ястреб" в Черном море, а в 1876—77 гг. в чине капитана 1-го ранга состоял флаг-капитаном при главном командире Черноморского флота и портов. В 1877 г. Чайковский был назначен начальником морской батареи в Очакове, в 1878—1884 гг. командовал в Черном море пароходом "Россия" и корветом "Воин", а 11 февраля 1885 года произведён в контр-адмиралы и назначен командиром 1-го Черноморского Е. И. В. Генерал-адмирала экипажа. 
В 1888 г. Чайковский временно исполнял должность главного командира Черноморского флота и портов Черного и Каспийского морей и Николаевского военного губернатора, а 31 октября того же года уволен от службы.
Умер 4 января 1889 года.